# 北孟村 (章丘市)
北孟村，中华人民共和国山东省济南市章丘市高官寨镇所辖的一个行政村。全行政村人口99户380人。耕地面积733亩。行政区划代码370181114208。